# Чопенко Олександр Анатолійович
Олекса́ндр Анато́лійович Чопе́нко (30 жовтня 1969 — 17 січня 2018) — старший сержант Збройних сил України, учасник російсько-української війни.

## Життєпис
Народився 1969 року в селі Саївка (П'ятихатський район, Дніпропетровська область). 1986-го закінчив 10 класів саївської школи, в СПТУ № 77 села Саксагань, у якому здобув фах «тракторист-машиніст». Також закінчив школу ДТСААФ у Жовтих Водах, здобувши фах водія. Проходив строкову службу в РА, був в Афганістані — на посаді командира відділення 340-го окремого ремонтно-відновлювального батальйону, який дислокувався в місті Кундуз; займався ремонтом й евакуацією пошкодженої техніки. В Афгані Олександр зазнав поранення — були прострелені легені, але після лікування у шпиталі він знову повернувся до частини. Демобілізувавшись, працював трактористом у ТОВ «Дія», в П'ятихатському лісництві та водієм бензовоза.
У часі війни мобілізований як доброволець, з 21 серпня 2014 року по серпень 2015-го служив у 21-й бригаді охорони НГУ (в секторі М), захищав Широкине. 28 лютого 2016 року підписав контракт на 6 місяців із 93-ю бригадою, з 29 жовтня 2016-го півроку служив у 54-й бригаді — на Світлодарській дузі. 26 червня 2017 року знову підписав контракт із 93-ю бригадою і в грудні його продовжив. Старший сержант, командир кулеметного відділення кулеметного взводу 93-ї бригади.
17 січня 2018 року загинув увечері від кульового поранення під час обстрілу зі стрілецької зброї поблизу села Гранітне (Волноваський район).
21 січня 2018-го похований в селі Саївка.
Без Олександра лишились мама, сестра, дружина, син Олександр (служив у тому ж підрозділі) та чотири доньки (з них Світлана і Наталка).

## Нагороди та вшанування
- Указом Президента України № 98/2018 від 6 квітня 2018 року, «за особисту мужність і самовіддані дії, виявлені у захисті державного суверенітету та територіальної цілісності України, зразкове виконання військового обов'язку», нагороджений орденом «За мужність» III ступеня (посмертно)[1].
- 18 вересня 2018 року меморіальну пам'ятку Олександру Чопенку відкрили на будівлі загальноосвітньої школи села Саївка[2].
- Вшановується в меморіальному комплексі «Зала пам'яті», в щоденному ранковому церемоніалі 17 січня[3][4].